# WKS Włodzimierz
WKS Włodzimierz – polski klub piłkarski z siedzibą w mieście Włodzimierz (obecnie Ukraina), działający w latach 1921–1939.

## Historia
Chronologia nazw:
- 1921: W.K.S. [Wojskowy Klub Sportowy] Włodzimierz
- 1939: klub rozwiązano

Wojskowy Klub Sportowy, w skrócie W.K.S., został założony we Włodzimierzu jesienią  1921 roku przy 23 pp (Pułku Piechoty).
W 1922 roku drużyna zadebiutowała w rozgrywkach inauguracyjnego sezonu Lubelskiego Okręgowego Związku Piłki Nożnej (LOZPN) w Klasie B i była zaliczana do grona 16 w tym czasie najlepszych zespołów w województwie lubelskim i (na kresach). W 1923 i 1924 zespół również grał w Klasie B. Tak jak w 1924 roku w związku z przygotowaniem reprezentacji do Olimpiady nie odbyły się rozgrywki finałowe Mistrzostw Polski, to mistrzowie okręgów w poszczególnych klasach A wystąpili w Mistrzostwach Polski rok później, a z tego powodu w roku 1925 pauzowała cała klasa A oraz niższe. 
Zespół ostatnio figuruje w tabelach klasy B z 1927 roku, stąd wniosek, że potem sekcja piłki nożnej w klubie zaprzestała występować w mistrzostwach. 
W 1928 został utworzony Wołyński Autonomiczny Podokręg Piłki Nożnej (APPN) w składzie Lwowskiego Okręgowego Związku Piłki Nożnej, ale klub nie brał udziału w żadnej z klas rozgrywkowych.
Na skutek wybuchu II wojny światowej - we wrześniu 1939 roku działalność klubu została zawieszona, zaś po jej zakończeniu już nigdy go nie reaktywowano.

## Sukcesy

### Trofea międzynarodowe
Nie uczestniczył w rozgrywkach europejskich (stan na 31-05-2024).

### Trofea krajowe
| \| \| Zdobyte trofea w rozgrywkach Polski (stan na: 31-05-2024) \| |                                                           |      |          |
| Rozgrywki                                                          | Osiągnięcie                                               | Razy | Sezon(y) |
| Mistrzostwo                                                        | I miejsce                                                 | 0    |          |
| Mistrzostwo                                                        | II miejsce                                                | 0    |          |
| Mistrzostwo                                                        | III miejsce                                               | 0    |          |
| Puchar                                                             | zdobywca                                                  | 0    |          |
| Puchar                                                             | finalista                                                 | 0    |          |
| II liga                                                            | I miejsce                                                 | 0    |          |
| II liga                                                            | II miejsce                                                | 0    |          |
| II liga                                                            | III miejsce                                               | 0    |          |
| Polska                                                             | Zdobyte trofea w rozgrywkach Polski (stan na: 31-05-2024) |      |          |

- Lubelska Klasa B
  - 4.miejsce (2): 1922, 1924

## Poszczególne sezony

### Rozgrywki międzynarodowe

#### Europejskie puchary
Klub nie uczestniczył w rozgrywkach europejskich.

### Rozgrywki krajowe
| \| Polska \| Bilans występów klubu w rozgrywkach piłkarskich Polski (Stan na 31 maja 2024 r.) \| \| |                                                                                  |        |       |   |   |   |    |    |     |           |        |        |      |
| Poziom                                                                                              | Rozgrywki                                                                        | Sezony | Mecze | Z | R | P | B+ | B– | Pkt | Lata      | Awanse | Spadki | Naj. |
| I                                                                                                   | Liga                                                                             | 0      |       |   |   |   |    |    |     |           |        |        |      |
| II                                                                                                  | Klasa A / Liga Okręgowa                                                          | 0      |       |   |   |   |    |    |     |           |        |        |      |
| III                                                                                                 | Klasa B / Klasa A                                                                | 5      |       |   |   |   |    |    |     | 1922–1927 | 0      | 0      | 4    |
| IV                                                                                                  | III liga / Klasa C / Klasa B                                                     | 0      |       |   |   |   |    |    |     |           |        |        |      |
| | Puchar Polski                                                                    | 0      |       |   |   |   |    |    |     |           |        |        |      |
| Polska                                                                                              | Bilans występów klubu w rozgrywkach piłkarskich Polski (Stan na 31 maja 2024 r.) |        |       |   |   |   |    |    |     |           |        |        |      |

## Struktura klubu

### Stadion
Drużyna rozgrywała swoje mecze domowe we Włodzimierzu na stadionie WKS. 

## Kibice i rywalizacja z innymi klubami

### Derby
- Amatorzy Włodzimierz
- WKS Chełm
- WKS Dęblin
- WKS Dubno
- WKS Halerczyk Równe
- WKS Kowel
- WKS Lublin
- KS Lublinianka
- WKS Łuck
- WKS Sarny
- WKS Zamość
- HKS Lublin (Grot)
- Strzelec Lublin
- Makkabi Równe